# ラパルフェ
ラパルフェは、ワタナベエンターテインメント所属のお笑いコンビ。2018年4月結成。ワタナベコメディスクール26期生。

## メンバー
都留 拓也（つる たくや、1994年6月3日 - ）（31歳）
ツッコミ（一部のコントやものまねを取り入れたネタではボケ）・ネタ作り担当、立ち位置は向かって左。
- 東京都江戸川区葛西出身、千葉大学文学部行動科学科卒業。

尾身 智志（おみ さとし、1994年7月10日 - ）（31歳）
ボケ（一部のコントや相方・都留がものまねをするネタではツッコミ）担当、立ち位置は向かって右。
- 東京都千代田区出身、早稲田大学文化構想学部卒業。
- 祖父は元財務大臣の尾身幸次、母は元総務副大臣の尾身朝子。

## 来歴
千代田区立九段中等教育学校の同級生として出会い4年生（高校1年生相当）の頃にコンビを結成。早稲田大学お笑い工房LUDO15期生（都留は千葉大学お笑いサークルP-RITTSにも所属していた）。同期にアンゴラ村長（にゃんこスター）、1期上にはカニササレアヤコ、2期上にはGパンパンダがいた。所属サークルは異なるがYouTuberの水溜りボンドも同期。大学時代のコンビ名はリレンザ。
大学お笑いサークルのコンテスト「大学芸会」2016にて優勝。このとき準優勝は魔人無骨（現・令和ロマン）、第3位はラランドであった。
ワタナベコメディスクール26期出身。コンビ名の「リレンザ」がインフルエンザ治療薬の商品名だったことから所属審査で改名を求められ、2人で案を出し合い、元の「リレンザ」と同じくラ行の言葉で語感で決めた「ラパルフェ」に改名した。
2019年末から都留による阿部寛のまねがSNSで注目される。
M-1グランプリ2021では『ドラゴン桜』の桜木弁護士役に扮した阿部のまねをしながら、M-1の審査をネタにする漫才を披露して準々決勝まで進出した。特に準々決勝で披露したネタはネットを中心に大きな反響を呼び、「ラパルフェ反則」（「反則」と呼ばれている理由は、M-1審査をネタにすることは大会ではタブーと考えられているため）が一時SNSのトレンド入りするなど、ラパルフェの知名度が大きく向上した。またM-1グランプリ2024では、準々決勝でニューヨークの2人のものまねで漫才を披露して話題となった。
また、都留が普段行っている大泉洋のモノマネに加え、尾身による鈴井貴之のモノマネと合わせて『水曜どうでしょう』の細かすぎて伝わらないモノマネを行っている。2022年に番組ディレクターとカメラマンである藤村忠寿と嬉野雅道の公式YouTubeとコラボを行い、コラボ第2弾の際にラパルフェが披露した「水曜どうでしょう藩士にしか伝わらないモノマネ」を見た藤村Dが発案した、「藩士の前で実際にモノマネを披露するイベント」が実現し、2023年1月以降『水曜どうでしょう藩士にしか伝わらないモノマネをラパルフェさんが藤やんうれしーに見せる会』として2024年までに計3回開催されている。2023年には番組の公式イベントである「水曜どうでしょうキャラバン」にもゲストとして参加し、2025年もゲスト参加が決定している。

## エピソード
2020年に尾身が結婚したが、その事実を都留には伝えておらず、都留は乃木坂46のライブに行った後にTwitterを開いたときに初めて知った。翌年には尾身に第一子が誕生し、家族を養う責任からコンビで出演するライブをキャンセルしようとしたが、都留はコンビで売れたいと活動していたことから、2人の間で熱量に差が生まれ、2021年のM-1グランプリの1回戦終了後に、尾身から解散の話を持ち出し、年末で解散するつもりだったが、先述の通り、準々決勝で披露したネタがSNSを中心に多くの注目を集め、尾身から「申し訳ないんだけど、もうちょっと続けて⋯」と言われ、解散には至らなかった。

## 賞レースでの戦績

### M-1グランプリ
| 年度（回）       | 結果         | エントリー No. | 会場                          | 日程           | 備考 |
| ---------------- | ------------ | -------------- | ----------------------------- | -------------- | ---- |
| 2018年（第14回） | 2回戦進出    | 2873           | [東京] 雷5656会館ときわホール | 10月3日（水）  |      |
| 2019年（第15回） | 2回戦進出    | 3908           | [東京] 雷5656会館ときわホール | 10月23日（水） |      |
| 2021年（第17回） | 準々決勝進出 | 3871           | [東京] ルミネtheよしもと      | 11月16日（火） |      |
| 2022年（第18回） | 3回戦進出    | 3239           | [東京] よしもと有楽町シアター | 10月31日（月） |      |
| 2023年（第19回） | 3回戦進出    | 3129           | [東京] KANDA SQUARE HALL      | 11月7日（火）  |      |
| 2024年（第20回） | 準々決勝進出 | 5361           | [東京] ルミネtheよしもと      | 11月21日（木） |      |

### キングオブコント
| 年度             | 結果         | 備考          |
| ---------------- | ------------ | ------------- |
| 2018年（第11回） | 1回戦敗退    |               |
| 2019年（第12回） | 1回戦敗退    |               |
| 2020年（第13回） | 準々決勝進出 |               |
| 2021年（第14回） | 1回戦敗退    |               |
| 2022年（第15回） | 2回戦進出    | 2回戦欠席     |
| 2023年（第16回） | 1回戦敗退    |               |
| 2024年（第17回） | 準々決勝敗退 |               |
| 2025年（第18回） | 2回戦進出    | 1回戦追加合格 |

### その他
- 2016年 大学芸会2016 - 優勝
- 2022年 第43回ABCお笑いグランプリ - 最終予選進出

## 出演

### ラジオ
- ラパルフェのGERA NEXT（2021年12月24日 - 2022年1月28日、GERA放送局）[32]
- ラパルフェの搾取されないラジオ（2022年1月15日、文化放送）[33]
- ラパルフェのオールナイトニッポン0（ZERO）（2025年1月2日、ニッポン放送）[34]